# Алгуня
Алгуня (на македонска литературна норма: Алгуња) е село в Северна Македония, в община Старо Нагоричане.

## География
Селото е разположено в областта Средорек в източните склонове на планината Руен.

## История
В края на XIX век Алгуня е българско село в Кумановска каза на Османската империя. Според статистиката на Васил Кънчов („Македония. Етнография и статистика“) от 1900 година Алгуня е населявано от 256 жители българи християни.
Цялото християнско население на селото е сърбоманско под върховенството на Цариградската патриаршия. Според патриаршеския митрополит Фирмилиан в 1902 година в селото има 37 сръбски патриаршистки къщи. По данни на секретаря на Българската екзархия Димитър Мишев („La Macédoine et sa Population Chrétienne“) в 1905 година в Алгуня има 240 българи патриаршисти сърбомани и в селото функционира сръбско училище.
В учебната 1907/1908 година според Йован Хадживасилевич в селото има патриаршистко училище.
По време на Първата световна война Алгуня е включено в Пелинска община и има 310 жители.
Според преброяването от 2002 година селото има 237 жители.
| Националност     | Всичко |
| северномакедонци | 88     |
| албанци          | 0      |
| турци            | 0      |
| роми             | 0      |
| власи            | 0      |
| сърби            | 149    |
| бошняци          | 0      |
| други            | 0      |

## Личности
Родени в Алгуня
- Никола Алгунски, войвода на доброволческа чета в Сръбско-турската война от 1877 – 1878 г.